# Bernardo Fernández Pérez
Bernardo Fernández Pérez (Oviedo, 1950) es un político español del PSOE. Fue Vicepresidente del Principado de Asturias entre 1991 a 1993 tras el gobierno de Juan Luis Rodríguez Vigil.

## Biografía
Licenciado en Derecho por la Universidad de Oviedo, participó representando al PSOE en la ponencia técnica que elaboró el anteproyecto del Estatuto de Autonomía para Asturias (1979-1982). Fue Diputado de la Junta General del Principado de Asturias en la legislatura provisional (1982-1983) y en la I (1983-1987), II (1987-1991) y III (1991-1995).
Fue Consejero de Presidencia de los Gobiernos de Asturias presididos por Rafael Fernández y Pedro de Silva. En el periodo 1991-1993 fue Vicepresidente del Gobierno de Asturias, presidido entonces por Juan Luis Rodríguez-Vigil, además de Consejero de Interior y Administraciones Públicas.
Vigil dimitió tras el escándalo del petromocho y la candidatura de Antonio Trevín se impuso frente a la de Bernardo Fernández para sucederle en la presidencia, lo que motivó su salida definitiva del Gobierno Asturiano.
También ha cultivado la faceta de escritor, publicando el volumen "El libro y otros cuentos".
Es profesor asociado de Derecho Internacional Público y Relaciones Internacionales en la Universidad de Oviedo.
Fue presente del Consejo Consultivo del Principado de Asturias (2006-2018)